# 충청남도의 문화재자료 (제1호 ~ 제100호)
충청남도 문화재자료는 문화재자료 중에서 충청남도 내에 있는 문화재자료를 의미한다.

## 지정목록

### 제1호 ~ 제100호
| 번호  | 사진 | 명칭                                            | 소재지                                  | 관리자 (단체)        | 지정일                                                                       | 참조 |
| 1호   |      | 미상                                            |                                         |                      |                                                                              |      |
| 2호   |      | 미상                                            |                                         |                      |                                                                              |      |
| 3호   |      | 미상                                            |                                         |                      |                                                                              |      |
| 4호   |      | 미상                                            |                                         |                      |                                                                              |      |
| 5호   |      | 미상                                            |                                         |                      |                                                                              |      |
| 6호   |      | 미상                                            |                                         |                      |                                                                              |      |
| 7호   |      | 미상                                            |                                         |                      |                                                                              |      |
| 8호   |      | 미상                                            |                                         |                      |                                                                              |      |
| 9호   |      | 천안향교대성전 (天安鄕校大成殿)                 | 충남 천안시 유량동 190                  | 향교재단             | 1984년 5월 17일 지정, 1997년 12월 23일 해제, 충남 기념물 제110호로 재지정    |      |
| 10호  |      | 성불사 (成佛寺)                                 | 충남 천안시 안서동178-8                 | 성불사               | 1984년 5월 17일 지정                                                         |      |
| 11호  |      | 삼룡동삼층석탑 (三龍洞三層石塔)                 | 충남 천안시 삼용동291-4                 | 천안시               | 1984년 5월 17일 지정                                                         |      |
| 12호  |      | 영남루 (永南樓)                                 | 충남 천안시 삼룡동 291-4                | 천안시               | 1984년 5월 17일 지정                                                         |      |
| 13호  |      | 홍양호묘 (洪良浩墓)                             | 충남 천안시 용곡동 산29-3               | 홍정식               | 1984년 5월 17일 지정                                                         |      |
| 14호  |      | 금산향교대성전 (錦山鄕校大成殿)                 | 충남 금산군 금산읍 상리 3-6             | 향교재단             | 1984년 5월 17일 지정, 1997년 12월 23일 해제, 충남 기념물 제121호로 재지정    |      |
| 15호  |      | 진산향교대성전 (珍山鄕校大成殿)                 | 충남 금산군 진산면 교촌리 356           | 향교재단             | 1984년 5월 17일 지정, 1997년 12월 23일 해제, 충남 기념물 제122호로 재지정    |      |
| 16호  |      | 청풍사 (淸風祠)                                 | 충남 금산군 부리면 불이리 246           | 길민석               | 1984년 5월 17일 지정                                                         |      |
| 17호  |      | 금산충렬사 (錦山忠烈祠)                         | 충남 금산군 금성면 상가리 100           | 해주오씨문중         | 1984년 5월 17일 지정                                                         |      |
| 18호  |      | 보석사 (보석사)                                 | 충남 금산군 남이면 석동리 117           | 보석사               | 1984년 5월 17일 지정, 1997년 12월 31일 지정 해제, 해제사유 미상              |      |
| 19호  |      | 용강서원 (龍江書院)                             | 충남 금산군 제원면 용화리 27            | 유림                 | 1984년 5월 17일 지정                                                         |      |
| 20호  |      | 조헌사당 (표충사) (趙憲祠堂) (表忠祠)           | 충남 금산군 복수면 곡남리 210           | 조광세               | 1984년 5월 17일 지정                                                         |      |
| 21호  |      | 신안사극락전 (신안사극락전)                     | 충남 금산군 제원면 신안리 54            | 주지                 | 1984년 5월 17일 지정, 1985년 7월 19일 해제, 충남 유형문화재 제117호로 재지정 |      |
| 22호  |      | 온양이씨어필각 (溫陽李氏御筆閣)                 | 충남 금산군 금성면 하신리 291           | 이현수               | 1984년 5월 17일 지정                                                         |      |
| 23호  |      | 의병승장비 (義兵僧將碑)                         | 충남 금산군 남이면 석동리 702           | 보석사               | 1984년 5월 17일 지정                                                         |      |
| 24호  |      | 권충민공순절비 (權忠愍公殉節碑)                 | 충남 금산군 제원면 저곡리 산25-1        | 권기량               | 1984년 5월 17일 지정                                                         |      |
| 25호  |      | 권율장군이치대첩비 (權慄奬軍梨峙大捷碑)         | 충남 금산군 진산면 묵산리 산83          | 박관호               | 1984년 5월 17일 지정                                                         |      |
| 26호  |      | 수심대 (水心臺)                                 | 충남 금산군 복수면 곡남리 253           | 조광세               | 1984년 5월 17일 지정                                                         |      |
| 27호  |      | 태고사 대웅전 (太古寺大雄殿)                    | 충남 금산군 진산면 행정리 산29          | 태고사               | 1984년 5월 17일 지정                                                         |      |
| 28호  |      | 고경명선생비 (高敬命先生碑)                     | 충남 금산군 금성면 양전리 170           | 금산군               | 1984년 5월 17일 지정                                                         |      |
| 29호  |      | 의선각 (毅禪閣)                                 | 충남 금산군 남이면 석동리 117           | 보석사               | 1984년 5월 17일 지정                                                         |      |
| 30호  |      | 미상                                            |                                         |                      |                                                                              |      |
| 31호  |      | 미상                                            |                                         |                      |                                                                              |      |
| 32호  |      | 미상                                            |                                         |                      |                                                                              |      |
| 33호  |      | 미상                                            |                                         |                      |                                                                              |      |
| 34호  |      | 미상                                            |                                         |                      |                                                                              |      |
| 35호  |      | 미상                                            |                                         |                      |                                                                              |      |
| 36호  |      | 미상                                            |                                         |                      |                                                                              |      |
| 37호  |      | 미상                                            |                                         |                      |                                                                              |      |
| 38호  |      | 미상                                            |                                         |                      |                                                                              |      |
| 39호  |      | 연기향교대성전 (燕岐鄕校大成殿)                 | 충남 연기군 남면 연기리 33              | 향교재단             | 1984년 5월 17일 지정, 1997년 12월 23일 해제, 충남 기념물 123호로 재지정      |      |
| 40호  |      | 매죽헌사우(문절사) (梅竹軒祠宇(文節祠))         | 충남 연기군 금남면 문절사길 55-7        | 성국모               | 1984년 5월 17일 지정, 2012년 7월 1일 해제, 세종 문화재자료 제1호로 재지정    |      |
| 41호  |      | 합호서원 (合湖書院)                             | 충남 연기군 동면 합강리 산104           | 순흥안씨합강종중     | 1984년 5월 17일 지정, 2012년 12월 31일 해제, 세종 문화재자료 제2호로 재지정  |      |
| 42호  |      | 대곡리 삼층석탑 (大谷里 三層石塔)               | 충남 연기군 전의면 청연로 622-8         | 연기군               | 1984년 5월 17일 지정, 2012년 7월 1일 해제, 세종 문화재자료 제3호로 재지정    |      |
| 43호  |      | 송용리마애불 (松龍里磨崖佛)                     | 충남 연기군 동면 송용리 99-3            | 연기군               | 1984년 5월 17일 지정, 2012년 7월 1일 해제, 세종 문화재자료 제4호로 재지정    |      |
| 44호  |      | 전의향교대성전 (全義鄕校大成殿)                 | 충남 연기군 전의면 읍내리 149-1         | 향교재단             | 1984년 5월 17일 지정, 1997년 12월 23일 해제, 충남 기념물 제124호로 재지정    |      |
| 45호  |      | 오강표의묘 (吳剛杓의墓)                         | 충남 연기군 남면 갈운리 산19            | 오성연               | 1984년 5월 17일 지정, 2007년 9월 10일 해제, 문화재 원형의 심한 변화          |      |
| 46호  |      | 홍일섭의묘 (洪一燮의墓)                         | 충남 연기군 서면 신대리 산2             | 홍종억               | 1984년 5월 17일 지정, 2008년 6월 30일 해제, 대전국립묘지로 이장              |      |
| 47호  |      | 봉산영당 (鳳山影堂)                             | 충남 연기군 조치원읍 봉산로 90-11       | 강화최씨종중         | 1984년 5월 17일 지정, 2012년 7월 1일 해제, 세종 문화재자료 제5호로 재지정    |      |
| 48호  |      | 공산성 진남루 (公山城鎭南樓)                    | 충남 공주시                             | 공주시               | 1984년 5월 17일 지정                                                         |      |
| 49호  |      | 공산성 쌍수정 (公山城雙樹亭)                    | 충남 공주시 금성동 14-4                 | 공주시               | 1984년 5월 17일 지정                                                         |      |
| 50호  |      | 공산성 광복루 (公山城光復樓)                    | 충남 공주시 금성동 2                    | 공주시               | 1984년 5월 17일 지정                                                         |      |
| 51호  |      | 영은사 대웅전 (靈隱寺大雄殿)                    | 충남 공주시 금성동 산11-3               | 영은사               | 1984년 5월 17일 지정                                                         |      |
| 52호  |      | 갑사표충원 (甲寺表忠院)                         | 충남 공주시 계룡면 중장리 54            | 갑사                 | 1984년 5월 17일 지정                                                         |      |
| 53호  |      | 갑사삼성각 (甲寺三聖閣)                         | 충남 공주시 계룡면 중장리 54            | 갑사                 | 1984년 5월 17일 지정                                                         |      |
| 54호  |      | 갑사팔상전 (甲寺八相殿)                         | 충남 공주시 계룡면 중장리 54            | 갑사                 | 1984년 5월 17일 지정                                                         |      |
| 55호  |      | 갑사중사자암지삼층석탑 (甲寺中獅子庵址三層石塔) | 충남 공주시 계룡면 중장리 54            | 갑사                 | 1984년 5월 17일 지정                                                         |      |
| 56호  |      | 영규대사비 (靈圭大師碑)                         | 충남 공주시 계룡면 월암리 51            | 갑사                 | 1984년 5월 17일 지정                                                         |      |
| 57호  |      | 동학사삼성각 (東鶴寺三聖閣)                     | 충남 공주시 반포면 학봉리789            | 동학사               | 1984년 5월 17일 지정                                                         |      |
| 58호  |      | 동학사삼층석탑 (東鶴寺三層石塔)                 | 충남 공주시 반포면 학봉리789            | 동학사               | 1984년 5월 17일 지정                                                         |      |
| 59호  |      | 삼은각 (三隱閣)                                 | 충남 공주시 반포면 학봉리789            | 사단법인숙모회       | 1984년 5월 17일 지정                                                         |      |
| 60호  |      | 충현서원 (忠賢書院)                             | 충남 공주시 반포면 공암리 381           | 사단법인충현서원     | 1984년 5월 17일 지정                                                         |      |
| 61호  |      | 덕천군사우 (德泉君祠宇)                         | 충남 공주시 의당면 태산리 101           | 전주이씨덕천군파종회 | 1984년 5월 17일 지정, 2012년 7월 1일 해제, 세종 문화재자료 제6호로 재지정    |      |
| 62호  |      | 마곡사천왕문 (麻谷寺天王門)                     | 충남 공주시 사곡면 운암리 567           | 마곡사               | 1984년 5월 17일 지정                                                         |      |
| 63호  |      | 마곡사국사당 (麻谷寺國師堂)                     | 충남 공주시 사곡면 운암리 567           | 마곡사               | 1984년 5월 17일 지정                                                         |      |
| 64호  |      | 마곡사명부전 (麻谷寺冥府殿)                     | 충남 공주시 사곡면 운암리 567           | 마곡사               | 1984년 5월 17일 지정                                                         |      |
| 65호  |      | 마곡사응진전 (麻谷寺應眞殿)                     | 충남 공주시 사곡면 운암리 567           | 마곡사               | 1984년 5월 17일 지정                                                         |      |
| 66호  |      | 마곡사해탈문 (麻谷寺解脫門)                     | 충남 공주시 사곡면 운암리 567           | 마곡사               | 1984년 5월 17일 지정                                                         |      |
| 67호  |      | 숙모전 (肅慕殿)                                 | 충남 공주시 반포면 학봉리789            | 사단법인숙모회       | 1984년 5월 17일 지정                                                         |      |
| 68호  |      | 천진보탑 (天眞寶塔)                             | 충남 공주시 계룡면 중장리산47-1         | 갑사                 | 1984년 5월 17일 지정                                                         |      |
| 69호  |      | 화산영당 (華山影堂)                             | 충남 공주시 계룡면 화헌리87             | 정일문               | 1984년 5월 17일 지정                                                         |      |
| 70호  |      | 충절사 (忠節祠)                                 | 충남 공주시 월송동239                   | 이창원               | 1984년 5월 17일 지정                                                         |      |
| 71호  |      | 목사김효성의비 (牧使金孝誠의碑)                 | 충남 공주시 금성동16-1                  | 공주시               | 1984년 5월 17일 지정                                                         |      |
| 72호  |      | 남산영당 (南山影堂)                             | 충남 공주시 반포면 성강리201-2          | 박창규               | 1984년 5월 17일 지정, 2012년 7월 1일 해제, 세종 문화재자료 제7호로 재지정    |      |
| 73호  |      | 은진향교대성전 (恩津鄕校大成殿)                 | 충남 논산시 은진면 교촌리 77            | 향교재단             | 1984년 5월 17일 지정, 1997년 12월 23일 해제 충남 기념물 제120호로 재지정     |      |
| 74호  |      | 노성향교대성전 (魯城鄕校大成殿)                 | 충남 논산시 노성면 교촌리 237           | 향교재단             | 1984년 5월 17일 지정, 1997년 12월 23일 해제 충남 기념물 제118호로 재지정     |      |
| 75호  |      | 죽림서원 (竹林書院)                             | 충남 논산시 강경읍 황산리 95            | 유림                 | 1984년 5월 17일 지정                                                         |      |
| 76호  |      | 행림서원 (杏林書院)                             | 충남 논산시 가야곡면 육곡리 394         | 유림                 | 1984년 5월 17일 지정                                                         |      |
| 77호  |      | 연산향교대성전 (連山鄕校大成殿)                 | 충남 논산시 연산면 관동리 437           | 향교재단             | 1984년 5월 17일 지정, 1997년 12월 23일 해제 충남 기념물 제118호로 재지정     |      |
| 78호  |      | 금곡서원 (金谷書院)                             | 충남 논산시 연무읍 금곡리 286           | 유림                 | 1984년 5월 17일 지정                                                         |      |
| 79호  |      | 관촉사석문 (灌燭寺石門)                         | 충남 논산시 관촉동 254                  | 관촉사               | 1984년 5월 17일 지정                                                         |      |
| 80호  |      | 쌍계사부도 (雙溪寺浮屠)                         | 충남 논산시 양촌면 중산리 산13          | 쌍계사               | 1984년 5월 17일 지정                                                         |      |
| 81호  |      | 성삼문의묘 (成三問의墓)                         | 충남 논산시 가야곡면 양촌리 산58        | 성하진               | 1984년 5월 17일 지정                                                         |      |
| 82호  |      | 미상                                            |                                         |                      |                                                                              |      |
| 83호  |      | 송불암미륵불 (松佛庵彌勒佛)                     | 충남 논산시 연산면 연산리 75            | 송불암               | 1984년 5월 17일 지정                                                         |      |
| 84호  |      | 신사임당화 (申師任堂畵)                         | 충남 논산시 화지동 59                   | 이장희               | 1984년 5월 17일 지정, 1998년 12월 24일 지정 해제                             |      |
| 85호  |      | 봉안사옥석불 (奉安寺玉石佛)                     | 충남 계룡시 금암동                      | 천마사               | 1984년 5월 17일 지정, 1998년 12월 24일 해제 전남 강진으로 이전               |      |
| 86호  |      | 봉화(황화)산성 (烽火(皇華)山城)                 | 충남 논산시 논산읍 등화리 산1           | 논산군               | 1984년 5월 17일 지정, 1993년 12월 31일 해제 충남 기념물 제92호로 재지정      |      |
| 87호  |      | 효암서원 (孝岩書院)                             | 충남 논산시 가야곡면 산노리 16          | 유림                 | 1984년 5월 17일 지정                                                         |      |
| 88호  |      | 금암리오층석탑 (金岩里五層石塔)                 | 충남 부여군 규암면 금암리 381           | 부여군               | 1984년 5월 17일 지정                                                         |      |
| 89호  |      | 화성리오층석탑 (花城里五層石塔)                 | 충남 부여군 외산면 화성리 478-1         | 화암사               | 1984년 5월 17일 지정                                                         |      |
| 90호  |      | 대조사석탑 (大鳥寺石塔)                         | 충남 부여군 임천면 구교리 126           | 대조사               | 1984년 5월 17일 지정                                                         |      |
| 91호  |      | 퇴수서원 (退修書院)                             | 충남 부여군 임천면 만사리 138-1         | 유림                 | 1984년 5월 17일 지정                                                         |      |
| 92호  |      | 동곡서원 (東谷書院)                             | 충남 부여군 세도면 동사리 613-1         | 풍양조씨종중         | 1984년 5월 17일 지정                                                         |      |
| 93호  |      | 청일사 (淸逸祠)                                 | 충남 부여군 홍산면 교원리 190           | 김기순외1인          | 1984년 5월 17일 지정                                                         |      |
| 94호  |      | 임천향교대성전 (林川鄕校大成殿)                 | 충남 부여군 임천면 군사리 250           | 향교재단             | 1984년 5월 17일 지정, 1997년 12월 23일 해제, 충남 기념물 제127호로 재지정    |      |
| 95호  |      | 부여향교대성전 (扶餘鄕校大成殿)                 | 충남 부여군 부여읍 동남리 144           | 향교재단             | 1984년 5월 17일 지정, 1997년 12월 23일 해제, 충남 기념물 제125호로 재지정    |      |
| 96호  |      | 석성향교대성전 (石城鄕校大成殿)                 | 충남 부여군 석성면 석성리 648           | 향교재단             | 1984년 5월 17일 지정, 1997년 12월 23일 해제, 충남 기념물 제126호로 재지정    |      |
| 97호  |      | 홍산향교대성전 (鴻山鄕校大成殿)                 | 충남 부여군 홍산면 교원리 217           | 향교재단             | 1984년 5월 17일 지정, 1997년 12월 23일 해제, 충남 기념물 제128호로 재지정    |      |
| 98호  |      | 고란사 (皐蘭寺)                                 | 충남 부여군 부여읍 쌍북리 689외 1필지   | 고란사               | 1984년 5월 17일 지정                                                         |      |
| 99호  |      | 사자루 (泗疵樓)                                 | 충남 부여군 부여읍 쌍북리 산4           | 부여군               | 1984년 5월 17일 지정                                                         |      |
| 100호 |      | 수북정 (水北亭)                                 | 충남 부여군 규암면 규암리 147-1외 1필지 | 부여군               | 1984년 5월 17일 지정                                                         |      |